# New Hampshire Northcoast
Die New Hampshire Northcoast (NHN) ist eine lokale US-Eisenbahngesellschaft in den Bundesstaaten New Hampshire und Maine. Sitz des Unternehmens ist Ossipee (New Hampshire). Mit den jeweils zwei Lokomotiven der Bauarten EMD GP 9R und GP 38-2 wird die ehemalige 66 km lange Strecke der Boston and Maine Railroad zwischen Ossipee und Rollinsford (New Hampshire) (Conway Branch) betrieben. Übergabestelle mit der Pan Am Railways ist Dover (New Hampshire).
Im August 1985 stellte die Boston & Maine wegen der schlechten Beschaffenheit der Strecke den Verkehr ein. Das Steinbruchunternehmen Boston Sand & Gravel Co. war jedoch auf die Strecke angewiesen um Sand und Kies aus der Grube bei Ossipee abzutransportieren. Aus diesem Grunde gründete sie die New Hampshire Northcoast Co. und nahm am 27. Mai 1986 den Betrieb auf. 1997 ging das Eigentum an der Strecke auf die NHN über. In den Jahren 1994 bis 1998 wurde die Strecke mit Unterstützung durch staatliche Finanzmittel wieder in einen guten Zustand versetzt. Außerdem wurde in Ossipee eine Werkstattgebäude errichtet.
Wichtigstes Transportgut sind Sand, Kies und Schotter in Ganzzügen, vor allem nach Boston. Das jährliche Transportaufkommen betrug 1996 7.000 Wagenladungen.